# یامیل پرالتا
یامیل پرالتا (اسپانیایی: Yamil Peralta‎؛ زادهٔ ۱۶ ژوئیهٔ ۱۹۹۱) بوکسور اهل آرژانتین است.